# بلدة ريفر فولز (ويسكونسن)
ريفر فولز (بالإنجليزية: River Falls (town), Wisconsin)‏ هي بلدة تقع بولاية ويسكونسن في الولايات المتحدة. تبلغ مساحتها 115.7 (كم²)، وترتفع عن سطح البحر 312 م، بلغ عدد سكانها 2304 نسمة في عام 2000 حسب إحصاء مكتب تعداد الولايات المتحدة وتصل الكثافة السكانية فيها 19.9 نسمة/كم2.

## أعلام
- كيفن بلاك

## وصلات خارجية
- The US50 - Cities and Towns in Wisconsin State
- Wisconsin Cities and Towns, Facts, Map, Flag, Colleges, Government, and More